# Alex Iafallo
Alexander Iafallo (né le 21 décembre 1993 à Eden, dans l'état de New York aux États-Unis) est un joueur professionnel américain de hockey sur glace. Il évolue au poste de centre.

## Biographie
En 2012, il commence sa carrière junior avec le Force de Fargo dans l'USHL. De 2013 à 2017, il porte les couleurs des Bulldogs de Minnesota-Duluth dans le championnat NCAA. Il devient professionnel en 2017 avec les Kings de Los Angeles.
Le 5 octobre 2018, il joue son premier match avec les Kings de Los Angeles dans la Ligue nationale de hockey face aux Flyers de Philadelphie. Le 11 octobre, il marque son premier point, une assistance, face aux Flames de Calgary. Le 4 novembre 2018, il marque son premier but dans la LNH face aux Predators de Nashville.

## Statistiques
| Saison     | Équipe                       | Ligue      |     | Saison régulière | Saison régulière | Saison régulière | Saison régulière | Saison régulière |   | Séries éliminatoires | Séries éliminatoires | Séries éliminatoires | Séries éliminatoires | Séries éliminatoires |
| Saison     | Équipe                       | Ligue      | PJ  | B                | A                | Pts              | Pun              | PJ               | B | A                    | Pts                  | Pun                  |                      |                      |
| 2011-2012  | Force de Fargo               | USHL       | 58  | 17               | 15               | 32               | 8                | 6                | 2 | 2                    | 4                    | 2                    |                      |                      |
| 2013-2013  | Force de Fargo               | USHL       | 50  | 20               | 23               | 43               | 15               | 13               | 6 | 10                   | 16                   | 4                    |                      |                      |
| 2013-2014  | Bulldogs de Minnesota-Duluth | NCHC       | 36  | 11               | 11               | 22               | 22               | -                | - | -                    | -                    | -                    |                      |                      |
| 2014-2015  | Bulldogs de Minnesota-Duluth | NCHC       | 34  | 8                | 17               | 25               | 12               | -                | - | -                    | -                    | -                    |                      |                      |
| 2015-2016  | Bulldogs de Minnesota-Duluth | NCHC       | 40  | 8                | 15               | 23               | 8                | -                | - | -                    | -                    | -                    |                      |                      |
| 2016-2017  | Bulldogs de Minnesota-Duluth | NCHC       | 42  | 21               | 30               | 51               | 22               | -                | - | -                    | -                    | -                    |                      |                      |
| 2017-2018  | Kings de Los Angeles         | LNH        | 75  | 9                | 16               | 25               | 12               | 3                | 1 | 0                    | 1                    | 0                    |                      |                      |
| 2018-2019  | Kings de Los Angeles         | LNH        | 82  | 15               | 18               | 33               | 22               | -                | - | -                    | -                    | -                    |                      |                      |
| 2019-2020  | Kings de Los Angeles         | LNH        | 70  | 17               | 26               | 43               | 14               | -                | - | -                    | -                    | -                    |                      |                      |
| 2020-2021  | Kings de Los Angeles         | LNH        | 55  | 13               | 17               | 30               | 4                | -                | - | -                    | -                    | -                    |                      |                      |
| 2021-2022  | Kings de Los Angeles         | LNH        | 79  | 17               | 20               | 37               | 8                | 7                | 1 | 3                    | 4                    | 4                    |                      |                      |
| 2022-2023  | Kings de Los Angeles         | LNH        | 59  | 14               | 22               | 36               | 20               | 6                | 3 | 1                    | 4                    | 6                    |                      |                      |
| 2023-2024  | Jets de Winnipeg             | LNH        | 82  | 11               | 16               | 27               | 6                | 5                | 0 | 1                    | 1                    | 0                    |                      |                      |
| Totaux LNH | Totaux LNH                   | Totaux LNH | 502 | 96               | 135              | 231              | 86               | 21               | 5 | 5                    | 10                   | 10                   |                      |                      |

## Trophées et honneurs personnels

### National Collegiate Hockey Association
- 2013-2014 : équipe des recrues
- 2016-2017 :
  - Champion du tournoi de la NCHC
  - sélectionné dans la première équipe d'étoiles
  - nommé meilleur joueur du tournoi
  - première équipe américaine